# 365 Jours : L'Année d'après
Série 365 jours
365 Jours : Au lendemain
(2022)
Pour plus de détails, voir Fiche technique et Distribution.
365 Jours : L'Année d'après (Kolejne 365 dni) est un film polonais dramatico-érotique réalisé par Barbara Białowąs et Tomasz Mandes, sorti en 2022 sur Netflix.
Il s'agit de l'adaptation du troisième roman Kolejne 365 dni de Blanka Lipińska (2019). Le film troisième opus de la trilogie sur les relations entre Laura et Massimo en reprend les mêmes personnages

## Synopsis
La stabilité du couple formé par Massimo et Laura est perturbée par l'attitude de Nacho, le fils de la Mafia locale

## Fiche technique
Sauf indication contraire, les informations mentionnées dans cette section peuvent être confirmées par les bases de données cinématographiques IMDb et Allociné,  présentes dans la section « Liens externes ».
- Titre original polonais : Kolejne 365 dni
- Titre anglophone : The Next 365 Days
- Titre français et québécois : 365 Jours : L'Année d'après
- Réalisation : Barbara Białowąs et Tomasz Mandes
- Scénario : Blanka Lipińska, Tomasz Mandes et Mojca Tirš, d'après le roman Kolejne 365 dni de Blanka Lipińska
- Musique : Dominic Buczkowski-Wojtaszek et Patryk Kumór
- Décors : Joanna Bialousz
- Costumes : Piotr Koncki
- Maquillage : Grzegorz Szczuka
- Photographie : Bartek Cierlica
- Son : Filip Krzemien, Michal Walczynski, Michal Wilczewski
- Montage : Marcin Drewnowski
- Production : Maciej Kawulski, Ewa Lewandowska et Tomasz Mandes
- Sociétés de production[2] : Ekipa et Open Mind One
- Société de distribution : Netflix
- Budget : n/a
- Pays de production :  Pologne
- Langues originales : polonais, anglais
- Format[3] : couleur - 35 mm - 2,35:1 (CinemaScope) - son Dolby Digital
- Genre : drame, érotique, romance, thriller
- Durée : 112 minutes
- Date de sortie[1] :
  - Monde : 19 août 2022 (Netflix)
- Classification :
  - Pologne : plus de 18 ans[4]
  - France : interdit aux moins de 18 ans, conseillé aux 18 ans et plus sur Netflix[5]
  - Belgique : potentiellement préjudiciable jusqu'à 16 ans (KNT/ENA : Kinderen Niet Toegelaten  / Enfants Non Admis)[6],[N 1]

## Distribution
Sauf indication contraire, les informations mentionnées dans cette section peuvent être confirmées par les bases de données cinématographiques IMDb et Allociné,  présentes dans la section « Liens externes ».
- Anna-Maria Sieklucka (VF : Stéphanie Lafforgue) : Laura Torricelli
- Michele Morrone (VF : Anatole de Bodinat) : Massimo / Adriano
- Rebecca Casiraghi : une fille sexy
- Simone Susinna (VF : Eilias Changuel) : Nacho
- Magdalena Lamparska (VF : Alice Taurand) : Olga
- Kamil Lemieszewski

## Production
Le tournage a lieu, en 2021, dans les régions d'Italie et de Pologne, — dont Kazimierz Dolny (Lublin), Mięcierzyn (pl) (Lublin) et Łódź (Łódź).

## Nominations
Sauf indication contraire, les informations mentionnées dans cette section peuvent être confirmées par les bases de données cinématographiques IMDb et Allociné,  présentes dans la section « Liens externes ».,
- Razzie Awards 2023 :
  - Pire couple à l'écran
  - Pire suite, prequel, remake ou dérivé